# Villaescusa la Sombría
Villaescusa la Sombría – gmina w Hiszpanii, w prowincji Burgos, w Kastylii i León, o powierzchni 16,24 km². W 2011 roku gmina liczyła 70 mieszkańców.